# Mandevilla coccinea
Mandevilla coccinea là một loài thực vật có hoa trong họ La bố ma. Loài này được (Hook. & Arn.) Woodson mô tả khoa học đầu tiên năm 1933.

## Hình ảnh

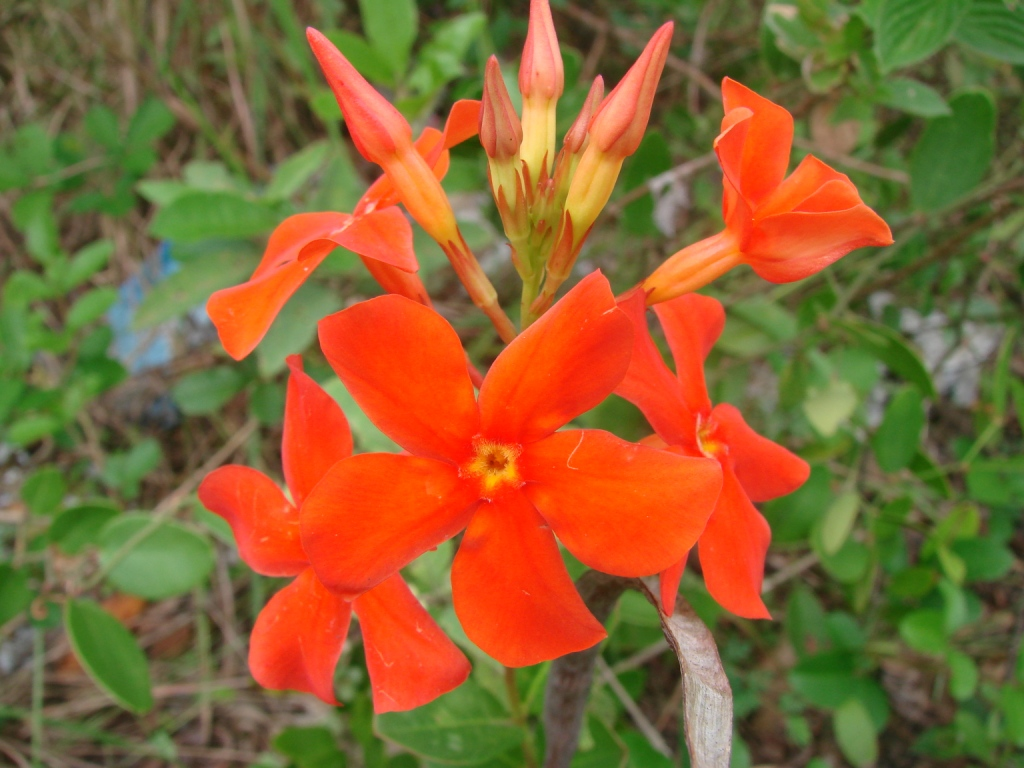